# كوامي يبواه
كوامي يبواه (بالإنجليزية: Kwame Yeboah)‏ هو لاعب كرة قدم أسترالي في مركز الهجوم، ولد في 6 يونيو 1994 في غولد كوست في أستراليا. شارك مع منتخب أستراليا تحت 17 سنة لكرة القدم ومنتخب أستراليا تحت 23 سنة لكرة القدم. أما مع النوادي، فقد لعب مع نادي بريزبان رور.

## وصلات خارجية
- كوامي يبواه على موقع قاعدة بيانات كرة القدم.إي يو (الإنجليزية)
- كوامي يبواه على موقع Soccerway.com (الإنجليزية)
- كوامي يبواه على موقع عالم كرة القدم.نت (الإنجليزية)